# Distretto di Enez
Il distretto di Enez (in turco Enez ilçesi) è un distretto della provincia di Edirne, in Turchia.

## Geografia fisica
Il distretto in corrispondenza dell'estuario del fiume Evros, al confine con la Grecia. Oltre che con il paese ellenico confina con i distretti di İpsala e Keşan.

## Amministrazioni
Oltre il centro di Enez al distretto appartengono 19 villaggi.

### Comuni
- Enez (centro)

### Villaggi
| - Abdurrahim - Büyükevren - Çandır - Çavuşköy - Çeribaşı - Gülçavuş - Hasköy | - Hisarlı - Işıklı - Karaincirli - Kocaali - Küçükevren - Sultaniçe | - Sütçüler - Şehitler - Umurbey - Vakıf - Yazır - Yenice |